# محصي أصوات المقترعين (انتخابات)

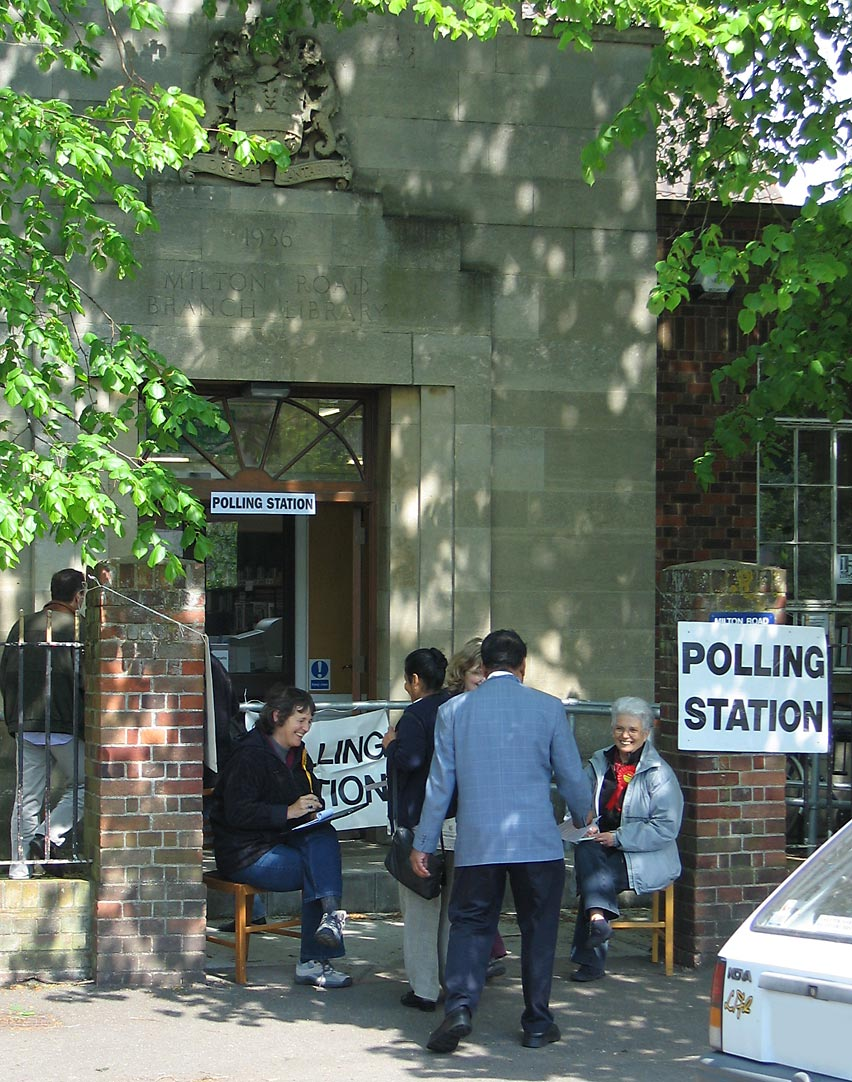
في المملكة المتحدة، يجلس محصو أصوات المقترعين غير الرسميين خارج محل الاقتراع لتحديد هوية الناخبين

محصي أصوات المقترعين هو الشخص الذي يقوم بحساب الأصوات في أحد الانتخابات أو تصويت أو استطلاع. كما يُعرف محصو أصوات المقترعين أيضًا باسم المدققين أو مراقبي الاستطلاع أو المعاينين.

## المملكة المتحدة
في المملكة المتحدة، محصو أصوات المقترعين هم الأشخاص الذين يعملون نيابة عن الأحزاب السياسية (عادة كمتطوعين) من الذين يقفون أو يجلسون خارج محل الاقتراع ويجمعون أرقام التسجيل الانتخابي (أرقام الاستطلاع) من الناخبين عند دخولهم أو مغادرتهم. ولكنهم لا يلعبون أي دور رسمي في الانتخابات والناخبين ليسوا ملزمين بالتحدث معهم. فهم ليسوا مسؤولي الاقتراع.
يساعد محصو الأصوات أحزابهم في تحديد أنصارهم الذين لم يدلوا بأصواتهم بعد، بحيث يمكن الاتصال بهم وتشجيعهم على التصويت وتقديم المساعدة - مثل نقلهم إلى مراكز الاقتراع - إذا لزم ألأمر. وبقدر ما تحدث هذه الزيادات في الأعداد، يمكن القول أنها «جيدة» للعملية الديمقراطية، لأن إقبال الناخبين بنسبة أعلى يعد بشكل عام أمرًا مرغوبًا فيه.
قد يتدخل ضباط الشرطة إذا قام محصو الأصوات «بإثارة غضب الناخبين أو ممارسة تأثير غير محبب عليهم أو عرقلة محل الاقتراع».

Sometimes, some or all of the main parties might reach an agreement to take shifts, and pass on their lists to the other parties; however it is commonplace to see several tellers outside a polling station.
After the May 2005 Northern Ireland elections, the Electoral Commission concluded that some candidates' polling agents unlawfully assisted with identifying supporters who had not yet voted, by passing information from inside the polling place to other party workers. This information is not normally available to parties unless voters give it voluntarily to tellers.

## وصلات خارجية
- Electoral Commission UK Guidelines
- New Zealand Guidelines
- Canadian guidelines
- Becoming a councillor FAQ: What is the role of the tellers? – Walsall Council, UK